# Histoplasma
Histoplasma es el nombre del género de hongos imperfectos y dimórficos que habitan en los tractos intestinales —y, por ende, son excretados en las heces— de pájaros y murciélagos. El género cuenta con dos especies: H. capsulatum, el agente causal de la histoplasmosis y de la linfangitis epizootica en caballos (esta última antiguamente atribuida a H. capsulatum var. farciminosum o H. farciminosum, hoy clasificados como sinónimos de H. capsulatum) e H. duboisii (causante de la histoplasmosis africana)